# Platygomphus
Platygomphus is een geslacht van libellen (Odonata) uit de familie van de rombouten (Gomphidae).

## Soorten
Platygomphus omvat 2 soorten:
- Platygomphus dolabratus Selys, 1854
- Platygomphus feae Selys, 1891